# Boraginaceae
Famille
Classification APG III (2009)
Les Boraginacées, Borraginacées ou Boragacées (Boraginaceae), forment une famille de plantes dicotylédones.

## Étymologie
Le nom vient du genre type Borago, du latin burra, « bure ; étoffe grossière en laine ; étoffe à longs poils », et du suffixe latin -ago, « action ou état », en référence aux feuilles très velues de ces plantes. Ce nom remonterait au Moyen Âge.
Tournefort, en 1700 nomma la plante Borrago (avec deux « r ») . En 1753 Linné renomma le genre Borago (un seul « r »), cependant en 1947 Fournier persiste à nommer le genre Borrago (Tourn.) L..

## Description
Ce sont des arbres, des arbustes, des plantes herbacées et plus rarement des lianes, producteurs d'huiles essentielles, largement répandus autour du monde avec concentration autour du bassin méditerranéen.
Les inflorescences sont toujours des cymes unipares scorpioïdes. Les plantes appartenant à cette famille (mis à part les Cerinthes) sont également facilement reconnaissables à l'aide de leurs poils plus ou moins rudes.
La variation de couleur de la corolle (rose lorsque les fleurs sont jeunes et bleue lorsqu'elles sont épanouies) est majoritairement causée par la variation du pH vacuolaire. En effet, les pétales sont roses lorsque le pH est acide et bleus lorsqu'il est basique, ceci est dû à la présence dans la vacuole d'anthocyane sous forme dissoute. La couleur peut également varier en fonction du pH du sol.
Elles ont 5 sépales soudés, 5 pétales soudés, généralement bleus, 5 étamines soudées à la corolle et 2 carpelles soudés.
Les fruits sont des tétrakènes.
On peut citer, pour les genres européens :
- le genre Anchusa avec la buglosse officinale
- le genre Borago avec la bourrache officinale
- le genre Buglossoides avec le grémil pourpre bleu
- le genre Echium avec la vipérine commune
- le genre Myosotis avec le myosotis des bois
- le genre Nonea avec la nonée brune
- le genre Pentaglottis avec Pentaglottis sempervirens, la buglosse toujours verte
- le genre Pulmonaria, les pulmonaires
- le genre Symphytum, les consoudes

ainsi que pour les genres américains :
- le genre Oreocarya avec Oreocarya virgata.

De nombreuses espèces de cette famille sont des plantes mellifères, fréquentées par les abeilles.
En classification phylogénétique APG III (2009), cette famille n'est pas assignée à un ordre, mais les Boraginacées ont été déplacées à la base des Lamiidées (anglais Astéridées).
La classification phylogénétique APG III (2009) inclut dans cette famille le genre Hoplestigma précédemment placé dans la famille Hoplestigmataceae.
D'après Luebert et al. (2016), la famille devient l'ordre des Boraginales, qui comprend les familles suivantes :
- Boraginaceae s.str.
- Codonaceae
- Coldeniaceae
- Cordiaceae
- Ehretiaceae
- Heliotropiaceae
- Hoplestigmataceae
- Hydrophyllaceae
- Lennoaceae
- Namaceae
- Wellstediaceae

## Composants et toxicité

Biosynthèse de la rétronécine, un des alcaloïdes pyrrolizidiniques présent chez cette famille.

De nombreuses espèces de la famille des Boraginacées (Bourrache, Consoudes, Pulmonaire) élaborent des alcaloïdes pyrrolizidiniques potentiellement toxiques pour le foie. Une consommation répétée ou en grande quantité est ainsi à éviter.
Des espèces contenant ces alcaloïdes (par exemple Amsinckia intermedia et amsinckine) sont responsables d'empoisonnement du bétail dans l'ouest de l'Amérique du Nord. De même Echium vulgare et Heliotropium europaeum contiennent un alcaloïde qui affecte le bétail par une toxicité et une atrophie hépatique souvent mortelles. Le Cynoglosse officinal, originaire d'Europe mais naturalisé jusqu'en Amérique du Nord, est soupçonné d'être responsable d'une augmentation des empoisonnements du bétail en Angleterre.
Le genre Amsinckia, produit la pyrrolizidine heliotrine, dotée d’un potentiel mutagène et tératogène. Les tiges et feuilles sèches d'Heliotropium supinum consommées par une femme allaitante affectent la santé du nourrisson qui risque de développer des tumeurs.

## Utilisations
Les jeunes feuilles et le sommet des tiges de la Bourrache officinale sont comestibles crues avec un goût rafraîchissant rappelant le concombre. Les feuilles plus vieilles, couvertes de poils rigides, sont consommées cuites. Cette plante est l'un des légumes sauvages les plus consommés dans les pays méditerranéens.

## Liste des sous-familles
Selon Angiosperm Phylogeny Website (19 mars 2010) :
- sous-famille Boraginoideae Arnott - Boraginoidées
- sous-famille Cordioideae Link - Cordioidées
- sous-famille Ehretioideae Arnott - Ehretioidées
- sous-famille Heliotropioideae Arnott - Héliotropioidées
- sous-famille Hydrophylloideae Burnett - Hydrophylloidées
- sous-famille Lennooideae Craven - Lennooidées

## Liste des genres
Selon NCBI (2 Jul 2010) :
- Alkanna
- Amsinckia
- Anchusa
- Anchusella
- Antiphytum
- Argusia
- Arnebia
- Auxemma
- Borago
- Bothriospermum
- Bourreria
- Brunnera
- Buglossoides
- Caccinia
- Ceballosia
- Cerinthe
- Coldenia
- Cordia
- Cryptantha
- Cynoglossum
- Cynoglottis
- Cystostemon
- Echiochilon
- Echiostachys
- Echium
- Ehretia
- Elizaldia
- Eritrichium
- Euploca
- Gastrocotyle
- Glandora
- Hackelia
- Halacsya
- Halgania
- Heliotropium
- Hilgeria
- Hormuzakia
- Huynhia
- Ixorhea
- Lappula
- Lennoa
- Lindelofia
- Lithodora
- Lithospermum
- Lobostemon
- Lycopsis
- Macrotomia
- Maharanga
- Mairetis
- Mertensia
- Microula
- Moltkia
- Moltkiopsis
- Moritzia
- Myosotidium
- Myosotis
- Myriopus
- Neatostema
- Nogalia
- Nonea
- Ogastemma
- Omphalodes
- Onosma
- Onosmodium
- Oreocarya
- Paracaryum
- Paramoltkia
- Paraskevia
- Pardoglossum
- Patagonula
- Pentaglottis
- Pholisma
- Phyllocara
- Plagiobothrys
- Podonosma
- Pontechium
- Pulmonaria
- Rochefortia
- Saccellium
- Schleidenia
- Symphytum
- Thaumatocaryon
- Tiquilia
- Tournefortia
- Trachystemon
- Tricardia
- Trichodesma
- Trigonotis
- Ulugbekia
- Varronia

Selon Angiosperm Phylogeny Website (2 Jul 2010) :
- Actinocarya Bentham
- Afrotysonia Rauschert
- Alkanna Tausch
- Amblynotus (A.DC.) I.M.Johnst.
- Amphibologyne Brand
- Amsinckia Lehm.
- Anchusa L.
- Ancistrocarya Maxim.
- Anoplocaryum Ledeb.
- Antiotrema Hand.-Mazz.
- Antiphytum DC. ex Meisn.
- Argusia Boehm.
- Arnebia Forssk.
- Asperugo L.
- Austrocynoglossum Popov ex R.R.Mill
- Auxemma Miers
- Borago L.
- Bothriospermum Bunge
- Bourreria P.Browne
- Brachybotrys Maxim. ex Oliv.
- Brandella R.R.Mill
- Brunnera Steven
- Buglossoides Moench
- Caccinia Savi
- Carmona Cavanilles
- Cerinthe L.
- Chamissoniophila Brand
- Chionocharis I.M.Johnst.
- Choriantha Riedl
- Codon
- Coldenia L.
- Cordia L.
- Cortesia Cavanilles
- Craniospermum Lehm.
- Crucicaryum Brand
- Cryptantha G.Don
- Cynoglossopsis Brand
- Cynoglossum L.
- Cynoglottis (Gusul.) Vural & Kit Tan
- Cystostemon Balf.f.
- Dasynotus I.M.Johnst.
- Decalepidanthus Riedl
- Draperia
- Echiochilon Desf.
- Echiochilopsis Caball.
- Echium L.
- Ehretia P.Browne
- Elizaldia Willk.
- Ellisia
- Embadium J.M.Black
- Eriodictyon
- Eritrichium Schrad. ex Gaudin
- Eucrypta
- Gastrocotyle Bunge
- Gyrocaryum Valdes
- Hackelia Opiz
- Halacsya Dorfl.
- Halgania Gaudich.
- Harpagonella A.Gray
- Heliocarya Bunge
- Heliotropium L.
- Hesperochiron
- Hydrophyllum
- Ivanjohnstonia Kazmi
- Lacaitaea Brand
- Lappula Moench
- Lasiarrhenum I.M.Johnst.
- Lasiocaryum I.M.Johnst.
- Lemmonia
- Lennoa
- Lepechiniella Popov
- Lepidocordia Ducke
- Lindelofia Lehm.
- Lithodora Griseb.
- Lithospermum L.
- Lobostemon Lehm.
- Macromeria D.Don
- Maharanga A.DC.
- Mairetis I.M.Johnst.
- Mallotonia (Griseb.) Britton
- Mertensia Roth
- Microcaryum I.M.Johnst.
- Microula Bentham
- Miltitzia
- Mimophytum Greenm.
- Moltkia Lehm.
- Moltkiopsis I.M.Johnst.
- Moritzia DC. ex Meisn.
- Myosotidium Hook.
- Myosotis L.
- Nama
- Neatostema I.M.Johnst.
- Nephrocarya Candargy
- Nesocaryum I.M.Johnst.
- Nogalia Verdc.
- Nomosa I.M.Johnst.
- Nonea Medik.
- Ogastemma Brummitt
- Omphalodes Mill.
- Omphalolappula Brand
- Onosma L.
- Onosmodium Michaux
- Oxyosmyles Speg.
- Paracaryopsis R.R.Mill
- Paracaryum (A.DC.) Boiss.
- Paramoltkia Greuter
- Paraskevia W.Sauer & G.Sauer
- Pardoglossum E.Barbier & Mathez
- Patagonula L.
- Pectocarya DC. ex Meisn.
- Pentaglottis Tausch
- Perittostemma I.M.Johnst.
- Phacelia
- Pholisma
- Pholistoma
- Plagiobothrys Fisch. & C.A.Mey.
- Pseudomertensia Riedl
- Psilolaemus I.M.Johnst.
- Pteleocarpa Oliv.
- Pulmonaria L.
- Rindera Pall.
- Rochefortia Sw.
- Rochelia Reichenbach
- Romanzoffia
- Rotula Lour.
- Saccellium Bonpl.
- Scapicephalus Ovcz. & Czukav.
- Selkirkia Hemsl.
- Sericostoma Stocks
- Sinojohnstonia Hu
- Solenanthus Ledeb.
- Stenosolenium Turcz.
- Stephanocaryum Popov
- Suchtelenia Kar. ex Meisn.
- Symphytum L.
- Thaumatocaryon Baillon
- Thyrocarpus Hance
- Tianschaniella B.Fedtsch. ex Popov
- Tiquilia Pers.
- Tournefortia L.
- Trachelanthus Kunze
- Trachystemon D.Don
- Tricardia
- Trichodesma R. Brown
- Trigonocaryum Trautv.
- Trigonotis Steven
- Turricula
- Wellstedia Balf.f.
- Wigandia

Selon DELTA Angio (2 Jul 2010) :
- Actinocarya
- Adelocaryum
- Afrotysonia
- Alkanna
- Amblynotus
- Amphibologyne
- Amsinckia
- Anchusa
- Ancistrocarya
- Anoplocaryum
- Antiotrema
- Antiphytum
- Arnebia
- Asperugo
- Auxemma
- Borago
- Bothriospermum
- Brachybotrys
- Brunnera
- Buglossoides
- Caccinia
- Carmona
- Cerinthe
- Chionocharis
- Choriantha
- Craniospermum
- Cryptantha
- Cynoglossopsis
- Cynoglossum
- Cynoglottis
- Cysostemon
- Dasynotus
- Decalepidanthus
- Echiochilon
- Echiostachys
- Echium
- Elizaldia
- Embadium
- Eritrichium
- Gastrocotyle
- Gyrocaryum
- Hackelia
- Halacsya
- Heliocarya
- Heliotropium
- Heterocaryum
- Huynhia
- Ivanjohnstonia
- Ixorhea
- Lacaitaea
- Lappula
- Lasiarrhenum
- Lasiocaryum
- Lepechiniella
- Lepidocordia
- Lindelophia
- Lithodora
- Lithospermum
- Lobostemon
- Macromeria
- Maharanga
- Mairetis
- Mattiastrum
- Mertensia
- Metaeritrichium
- Microcaryum
- Microula
- Mimophytum
- Moltkia
- Moltkiopsis
- Moritzia
- Myosotidium
- Myosotis
- Neatostema
- Nesocaryum
- Nogalia
- Nomosa
- Nonea
- Ogastemma
- Omphalodes
- Omphalolappula
- Omphalotrigonotis
- Onosma
- Onosmodium
- Oxyosmyles
- Paracaryum
- Pardoglossum
- Patagonula
- Pectocarya
- Pentaglottis
- Perittostema
- Plagiobothrys
- Pseudomertensia
- Psilolaemus
- Pteleocarpa
- Pulmonaria
- Rindera
- Rochefortia
- Rochelia
- Rotula
- Saccellium
- Scapicephalus
- Selkirkia
- Sericostoma
- Sinojohnstonia
- Solenanthus
- Stenosolenium
- Stephanocaryum
- Suchtelenia
- Symphytum
- Thaumatocaryum
- Thyrocarpus
- Tianschaniella
- Tiquilia
- Tournefortia
- Trachelanthus
- Trachystemon
- Trichodesma
- Trigonocaryum
- Trigonotis
- Ulugbekia
- Valentiniella

Selon ITIS (2 Jul 2010) :
- Alkanna Tausch
- Amsinckia Lehm.
- Anchusa L.
- Antiphytum DC. & Meisn.
- Argusia Boehmer
- Asperugo L.
- Batschia
- Borago L.
- Bothriospermum Bunge
- Bourreria P. Br.
- Brunnera C. Steven
- Buglossoides Moench
- Carmona Cav.
- Cerinthe L.
- Coldenia
- Cordia L.
- Cryptantha Lehm. ex G. Don
- Cynoglossum L.
- Dasynotus I.M. Johnston
- Echium L.
- Ehretia P. Br.
- Eritrichium Schrad. ex Gaudin
- Hackelia Opiz
- Harpagonella Gray
- Heliotropium L.
- Lappula Moench
- Lithospermum L.
- Lycopsis
- Macromeria D. Don
- Mertensia
- Mertensia Roth
- Myosotis L.
- Nonea Medik.
- Omphalodes P. Mill.
- Onosma L.
- Onosmodium Michx.
- Pectocarya DC. ex Meisn.
- Pentaglottis Tausch
- Plagiobothrys Fisch. & C.A. Mey.
- Pulmonaria L.
- Rochefortia Sw.
- Symphytum L.
- Tiquilia Pers.
- Tournefortia L.
- Trigonotis Stev.